# Ponte Nossa
Ponte Nossa (lombardul: Nòsa) település Olaszországban, Lombardia régióban, Bergamo megyében. Lakosainak száma 1697 fő (2023. január 1.). Ponte Nossa Gorno, Parre, Gandino, Casnigo, Premolo és Clusone községekkel határos.

## Népesség
A település lakossága az elmúlt években az alábbi módon változott:
| Lakosok száma | 1793 | 1761 | 1697 |
|               | 2017 | 2018 | 2023 |